# 2XL Supercross
2XL Supercross (укр. Суперкрос 2XL) — американська відеогра для iOS та Android, що розроблена студією 2XL Games і випущена 1 квітня 2009 року.

## Рецензії
Common Sense Media поставили їй оцінку 3,5, відмітивши: «Найкраща частина 2XL SUPERCROSS HD — це її візуальне уявлення. Деталізовані траси мають чудовий вигляд й під час швидкісних заїздів не втрачається чіткість графіки. Це посилює віртуальне захоплення від їзди трасами. Однак графіка — лише один з компонентів гри. Якість 2XL Supercross страждає в інших областях, таких як відсутність різноманітності та реграбельності ігрового процесу. Гравці, що шукають захопливу відеогру зі складним одноосібним режимом або великим вибором трас, можуть бути розчаровані. Однак, як однокористувацька перегонова гра вона чудова».
Pocket Gamer оцінили гру на 7/10, прокоментувавши: «2XL Supercross ідеально підходить для демонстрації візуальної майстерності платформи, але в цілому залишається бездушною. Це проблиск у бездоріжжя, котре закінчується, як тільки ви ввімкнете двигун і трохи покрутитесь».
IGN поставили їй 7,5 балів, написавши: «У 2XL Supercross є потенціал, щоб стати якісною перегоновою грою, їй просто потрібна структура. На цю мить це чудова гра у своєму жанрі, яка забезпечує декілька хвилин гострих відчуттів, перш ніж увага починає розсіюватися. Купіть її, якщо ви фанат суперкросу, якщо любите цей вид спорту або Стефана Ронкаду. Для багатьох гравців ціна в $7,99 може бути неприйнятною».
TouchArcade написали: «Якщо ви фанат мотокросу або перегонових ігор в цілому, ви, ймовірно, вже володієте цією грою. Якщо шукаєте щось, що вразить вас графікою або дозволить продемонструвати ваш iPhone іншим людям, 2XL Supercross — це гра, яку варто придбати».
SlideToPlay поставив їй оцінку 3,4, прокоментувавши: «Якщо ви хочете витратити трохи більше на чудово зроблену перегонову гру, то 2XL Supercross — чудовий вибір».
AppSpy поставили їй 4/5, додавши: «Хоча Supercross має багато позитивних якостей, вона знаходиться в надто високій ціновій категорії. Це в поєднанні з відсутністю багатокористувацького режиму, може відлякати людей від цієї гри, але наш рецензент безперечно отримав задоволення від гри».